# Phanoperla cornuta
Phanoperla cornuta är en bäcksländeart som beskrevs av Peter Zwick 1982. Phanoperla cornuta ingår i släktet Phanoperla och familjen jättebäcksländor. Inga underarter finns listade i Catalogue of Life.